# Lamothe-Montravel
Lamothe-Montravel è un comune francese di 1 410 abitanti situato nel dipartimento della Dordogna nella regione della Nuova Aquitania.

## Società

### Evoluzione demografica
Abitanti censiti